# Саруа, Пармен Кочоевич
Пармен Кочоевич Саруа (1906 год, село Пирвели Гали, Сухумский округ, Кутаисская губерния, Российская империя — неизвестно, село Пирвели Гали, Гальский район, Абхазская АССР, Грузинская ССР) — бригадир колхоза имени Сталинской Конституции Гальского района, Абхазская АССР, Грузинская ССР. Герой Социалистического Труда (1948).

## Биография
Родился в 1906 году в крестьянской семье в селе Пирвели Гали Сухумского округа.
С раннего возраста трудился в сельском хозяйстве. Во время коллективизации вступил в сельскохозяйственную артель, которая была позднее преобразована в колхоз имени Сталинской Конституции Гальского района, председателем которого был Константин Дитоевич Чеминава. В послевоенные годы возглавлял полеводческую бригаду в этом же колхозе.
В 1947 году бригада под его руководством собрала в среднем с каждого гектара по 72,68 центнеров кукурузы на участке площадью 6 гектаров. Указом Президиума Верховного Совета СССР от 21 февраля 1948 года удостоен звания Героя Социалистического Труда за «получение высоких урожаев кукурузы и пшеницы в 1947 году» с вручением ордена Ленина и золотой медали «Серп и Молот» (№ 728).
Этим же указом званием Героя Социалистического Труда были награждены труженики колхоза имени Сталинской Конституции бригадиры Чака Бардгуевич Джеджея, Бага Яковлевич Какачия, звеньевые Владимир Согратович Джгереная, Ленти Бардгуевна Джеджея, Леонтий Муразович Езугбая, Кванта Дзакаевич Какава, Джоджо Пехвович Микая и Ражден Степанович Саруа.
После выхода на пенсию проживал в родном селе Пирвели Гали. Дата смерти не установлена.